# National Recording Registry

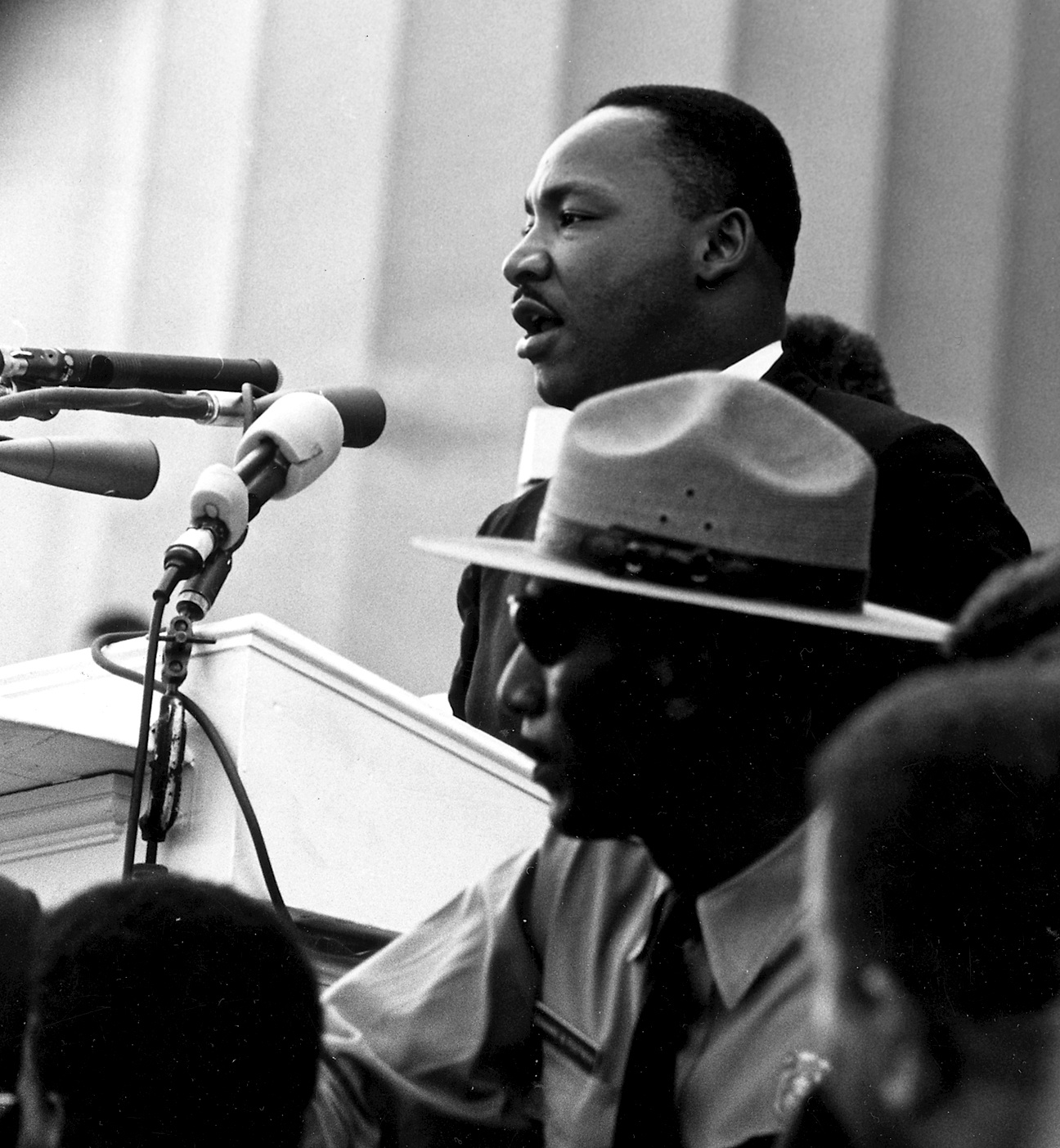
La registrazione del celebre discorso I have a dream tenuto da Martin Luther King è conservata nel National Recording Registry

Il National Recording Registry è un elenco di registrazioni sonore considerate "culturalmente, storicamente o esteticamente importanti e / o informano o riflettono il modo di vivere negli Stati Uniti". Il registro, che fu istituito per volere del National Recording Preservation Act del 2000, viene gestito dal comitato del National Recording Preservation Board, che vengono selezionati dal Bibliotecario del Congresso statunitense e ai quali viene richiesto di selezionare le diverse registrazioni sonore. Le registrazioni del National Recording Registry sono preservate dalla Biblioteca del Congresso.

## Storia
Nel 2000, il National Recording Preservation Act istituì un programma nazionale mirato a salvaguardare il patrimonio delle registrazioni sonore degli USA. La legge creò il National Recording Registry, il National Recording Preservation Board e una terza associazione mirata alla raccolta di fondi. Lo scopo del Registro è quello di raccogliere delle registrazioni musicali o sonore che siano considerate rilevanti dal punto di vista culturale, storico o estetico. A partire dal 2002, il National Recording Preservation Board iniziò a selezionare, a cadenza annuale, gruppi di tracce sonore da inserire nell'elenco. Le prime quattro liste annuali presentavano 50 brani ciascuna. A partire dal 2006, il numero delle tracce fu ridotto a 25. Nel 2018, il National Recording Registry conteneva 525 registrazioni. Ogni anno civile vengono inserite delle registrazioni sonore selezionate dal pubblico. In seguito alle candidature di queste ultime, i brani scelti dal pubblico vengono annunciati la primavera successiva.